# Jakub Dłuski
Jakub Dłuski (ur. 15 lipca 1987 w Bydgoszczy) – polski koszykarz grający na pozycji silnego skrzydłowego i środkowego, były reprezentant Polski do lat 20 i 18.

## Życiorys
Jakub Dłuski jest wychowankiem Astorii Bydgoszcz. W sezonie 2004/2005 zadebiutował w rozgrywkach seniorskich w barwach drużyny SMS PZKosz Kozienice, grającej wówczas w II lidze. W sezonie 2005/2006 powrócił do Bydgoszczy, grając wraz z Astorią w rozgrywkach Polskiej Ligi Koszykówki. 14 stycznia 2006 zadebiutował w najwyższej klasie rozgrywkowej w meczu przeciwko Kotwicy Kołobrzeg. Na początku sezonu 2007/2008 grał w klubie Sportino Inowrocław, do którego został wypożyczony z Astorii Bydgoszcz. Jednakże po 3 meczach, w których wystąpił powrócił do gry w Astorii Bydgoszcz, której barwy reprezentował do końca sezonu 2007/2008. Przed sezonem 2008/2009 Dłuski został zawodnikiem ŁKS-u Łódź. W klubie tym występował przez kolejne 4 sezony (2008/2009, 2009/2010, 2010/2011 i 2011/2012). W czerwcu 2012 podpisał kontrakt z klubem AZS WSGK Polfarmex Kutno.
Jakub Dłuski jest byłym reprezentantem Polski w kategoriach juniorskich. Występował między innymi w reprezentacji do lat 18 i 20. W 2005 grał w mistrzostwach Europy do lat 18 dywizji A, a w latach 2006 i 2007 w mistrzostwach Europy do lat 20 dywizji B.
14 lipca 2017 został zawodnikiem I-ligowego zespołu R8 Basket AZS Politechniki Kraków. W lipcu 2019 z powodów zdrowotnych ogłosił koniec kariery sportowej i został trenerem drużyn młodzieżowych.

## Osiągnięcia
Drużynowe
- Awans do TBL (2014, 2016, 2019)
- Wicemistrz I ligi (2011)
- Brązowy medal Mistrzostw Polskiego Związku Koszykówki (2013)
- Zdobywca pucharu Polski PZKosz (2017)[12]

Indywidualne
- I skład I ligi (2013)[13][14]

Reprezentacja
- Uczestnik mistrzostw Europy:
  - U–20 dywizji B (2006 – 4. miejsce, 2007 – 5. miejsce)
  - U–18 (2005 – 15. miejsce)

## Statystyki
| Sezon     | Drużyna                                    | M  | S5 | MPG  | FG%    | 3P%    | FT%   | RPG | APG | SPG | BPG | PPG  |
| --------- | ------------------------------------------ | -- | -- | ---- | ------ | ------ | ----- | --- | --- | --- | --- | ---- |
| 2004/2005 | SMS PZKosz Kozienice (II liga)             | 9  |    |      |        |        |       |     |     |     |     | 5,6  |
| 2005/2006 | Astoria Bydgoszcz (PLK)                    | 2  | 0  | 5,6  | 60,0%  | 0,0%   | 0,0%  | 1,0 | 0,0 | 0,0 | 0,0 | 3,0  |
| 2007/2008 | Sportino Inowrocław (I liga)               | 3  |    | 14,0 | 37,5%  | 100,0% | 58,3% | 3,0 | 0,7 | 0,7 | 0,0 | 4,7  |
| 2007/2008 | Astoria Bydgoszcz (II liga)                | 19 |    |      |        |        |       |     |     |     |     | 12,1 |
| 2008/2009 | ŁKS Łódź (I liga)                          | 34 |    | 26,9 | 56,2%  | 0,0%   | 62,1% | 8,3 | 1,1 | 1,3 | 0,3 | 12,4 |
| 2009/2010 | ŁKS Łódź (I liga)                          | 30 |    | 27,4 | 53,1%  | 0,1%   | 48,7% | 8,3 | 0,1 | 1,8 | 0,2 | 12,9 |
| 2010/2011 | ŁKS Łódź (I liga)                          | 37 |    | 20,8 | 60,9%  | 0,0%   | 41,9% | 6,4 | 0,8 | 0,9 | 0,1 | 9,2  |
| 2011/2012 | ŁKS Łódź (PLK)                             | 34 | 27 | 24,5 | 54,2%  | 0,0%   | 53,7% | 8,1 | 1,4 | 0,8 | 0,2 | 10,6 |
| 2012/2013 | Polfarmex Kutno (I liga)                   | 34 |    | 28,7 | 54,4%  | 100,0% | 62,4% | 9,1 | 1,5 | 1,1 | 0,4 | 14,8 |
| 2013/2014 | Polfarmex Kutno (I liga)                   | 33 |    | 22,6 | 52,3%  | 0,0%   | 69,9% | 6,4 | 1,2 | 1,0 | 0,2 | 8,5  |
| 2014/2015 | Polfarmex Kutno (PLK)                      | 3  | 0  | 6,7  | 100,0% | 0,0%   | 50,0% | 2,0 | 0,3 | 0,0 | 0,0 | 1,0  |
| 2014/2015 | Miasto Szkła Krosno (I liga)               | 21 |    | 26,0 | 62,1%  | 0,0%   | 60,6% | 8,4 | 1,5 | 0,8 | 0,3 | 10,3 |
| 2015/2016 | Miasto Szkła Krosno (I liga)               | 39 |    | 21,4 | 53,3%  | 16,6%  | 63,4% | 7,1 | 1,9 | 0,8 | 0,3 | 10,3 |
| 2016/2017 | Miasto Szkła Krosno (PLK)                  | 32 | 20 | 23,8 | 59,7%  | 0,0%   | 41,7% | 5,8 | 1,6 | 0,8 | 0,3 | 7,7  |
| 2017/2018 | R8 Basket AZS Politechnika Kraków (I liga) | 28 |    | 25,4 | 55,7%  | 46,7%  | 59,8% | 6,9 | 2,4 | 1,1 | 0,1 | 12,0 |
| 2018/2019 | Enea Astoria Bydgoszcz (I liga)            | 36 |    | 21,4 | 50,7%  | 34,6%  | 45,8% | 6,1 | 1,7 | 0,6 | 0,0 | 10,0 |